# Airbus A350
Airbus A350 XWB là dòng máy bay chở khách thân rộng, hai động cơ, một tầng, hai lối đi, tầm xa được phát triển bởi nhà sản xuất máy bay Airbus. A350 là thế hệ máy bay Airbus đầu tiên trên thế giới sử dụng vật liệu polymer gia công cường lực bằng sợi carbon (carbon-fiber-reinforced polymer) cho thiết kế cả thân và cánh máy bay. A350 có khả năng mang 250 đến 350 hành khách với cấu hình 3 hạng ghế,và có thể mang theo tối đa 440 hành khách,tùy biến thể. A350 ra đời kế thừa cho hai dòng A330 và A340, trở thành đối thủ cạnh tranh của Boeing 787 Dreamliner và dòng Boeing 777-300ER.
A350XWB sở hữu động cơ thế hệ mới giúp tiết kiệm nhiên liệu, giảm các loại khí NOx, HC, CO, khói thải trong quá trình vận hành. Máy bay trang bị hệ thống điện tử có khả năng giảm tiếng ồn, sử dụng vật liệu, công nghệ cấu trúc 4 lớp giúp đốt cháy nhiên liệu tốt hơn, trọng lượng nhẹ, ít khí thải CO2.
Thiết kế cabin Airspace hiện đại của A350XWB mang lại trải nghiệm bay thoải mái, nhất là với các đường bay dài xuyên Thái Bình Dương. Cụ thể, khoang hành khách trên A350-1000 rộng rãi, yên tĩnh, không gian cá nhân rộng, không khí trong lành, nhiệt độ, độ ẩm phù hợp giúp giảm thiểu hiện tượng jetlag. Thiết bị kết nối tích hợp sẽ giúp hành khách không bị mất kết nối khi đang ở trên không, thoải mái thưởng thức hệ thống giải trí trên máy bay thế hệ mới. Năm 2004, Ý tưởng ban đầu cho A350 là thiết kế một máy bay mới với thiết kế động lực học mới và động cơ nằm bên trong thân dựa trên cơ sở của A330.Nhưng ý tưởng này bị từ chối bởi những khách hàng đầu tiên. Năm 2006, Airbus tái thiết kế máy bay mới và đổi tên A350 XWB (Thân mở rộng - extra wide body). Qatar Airways là khách hàng đầu tiên mở hàng cho A350,với đơn đặt hàng 80 chiếc cho cả ba loại.Tuy nhiên phiên bản A350-800 đã bị hủy bỏ và Vietnam Airlines là khách hàng thứ hai của loại máy bay này với đơn đặt hàng là 14 chiếc.Chi phí phát triển dự án khoảng €12 tỷ Euro (US$15 tỷ Đôla hoặc £10 tỷ Bảng). Tính đến  tháng 12 năm 2013, Airbus đã nhận được đơn đặt hàng 812 chiếc từ 39 khách hàng trên toàn thế giới. Mẫu A350 thử nghiệm thực hiện chuyến bay thử đầu tiên vào 14 tháng 6 năm 2013 từ Toulouse, France. A350 nhận được chứng nhận từ Cơ quan an toàn hàng không châu Âu, tháng 9 năm 2014 và FAA hai tháng sau. Chiếc A350 đầu tiên giao cho hãng hàng không Qatar Airways vào tháng 12 năm 2014 và sau đó là Vietnam Airlines tháng 6 năm 2015, Airbus nhận đơn hàng từ LATAM Brasil, và đưa vào lộ trình phục vụ thương mại tháng 1 năm 2015.

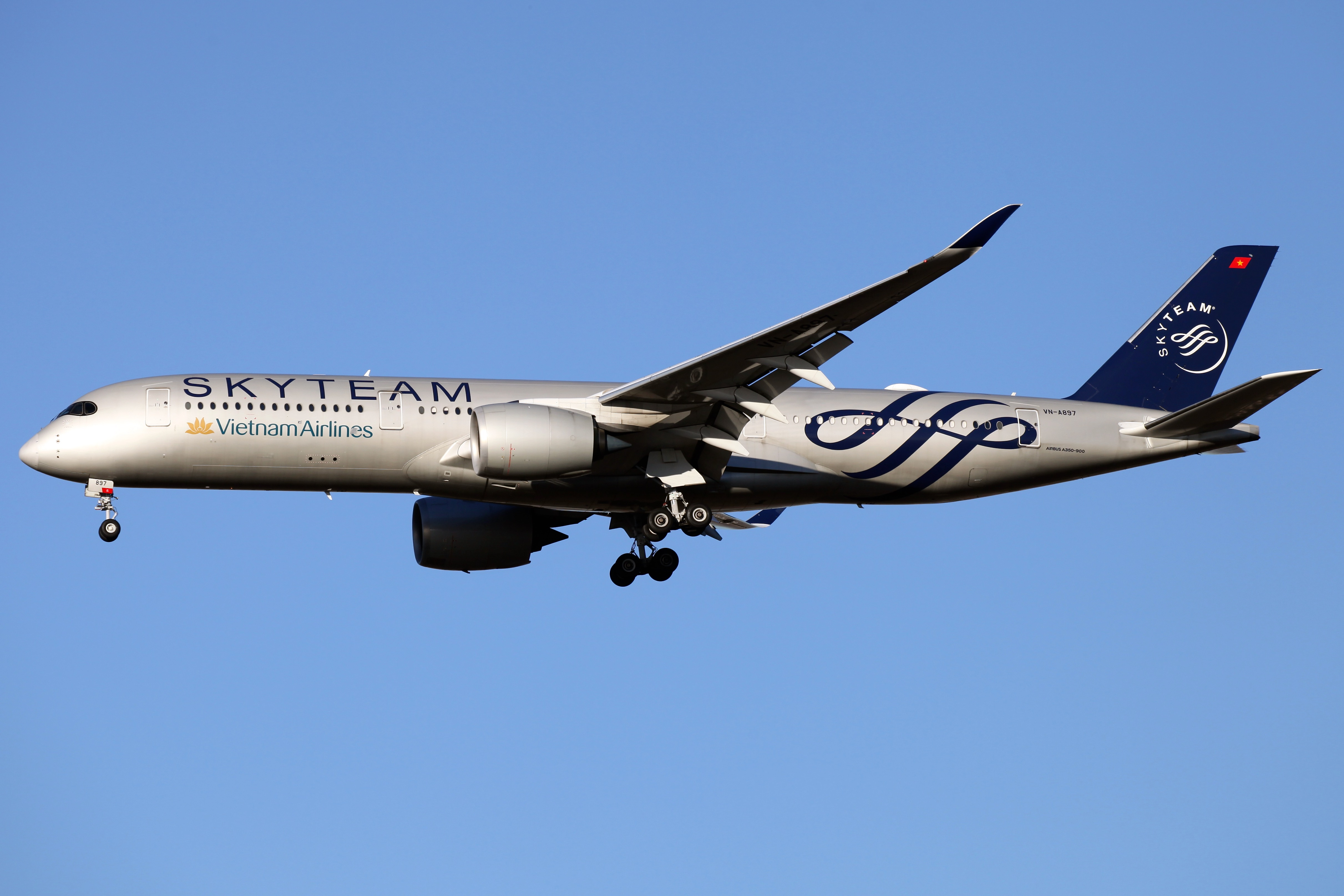
Airbus A350-900 của Vietnam Airlines mang màu sơn Skyteam

## Thiết kế

### Tổng quát
Airbus dự kiến có chi phí bảo dưỡng thân máy bay thấp hơn 10% so với thiết kế ban đầu của A350 và có trọng lượng rỗng (chưa lắp ghế) thấp hơn 14% so với Boeing 777. Việc định hình thiết kế cho A350-900 đã được thực hiện vào tháng 12/2008.

### Vật liệu
Khung máy bay Airbus A350 được làm từ 53% vật liệu tổng hợp: nhựa gia cố sợi carbon cho hộp cánh ngoài và trung tâm (bề mặt cánh, dầm, xà cánh), thân máy bay (vỏ, khung, dầm dọc và thân sau) và phần đuôi máy bay (đuôi đứng và đuôi ngang); 19% nhôm và hợp kim nhôm-liti cho khung sườn, dầm sàn và buồng càng; 14% titan cho càng đáp, giá treo và các phụ kiện; 6% thép; và 8% các loại vật liệu khác. Đối thủ của Airbus A350, Boeing 787 có 50% vật liệu tổng hợp, 20% nhôm, 15% titan, 10% thép và 5% vật liệu khác.

### Thân máy bay

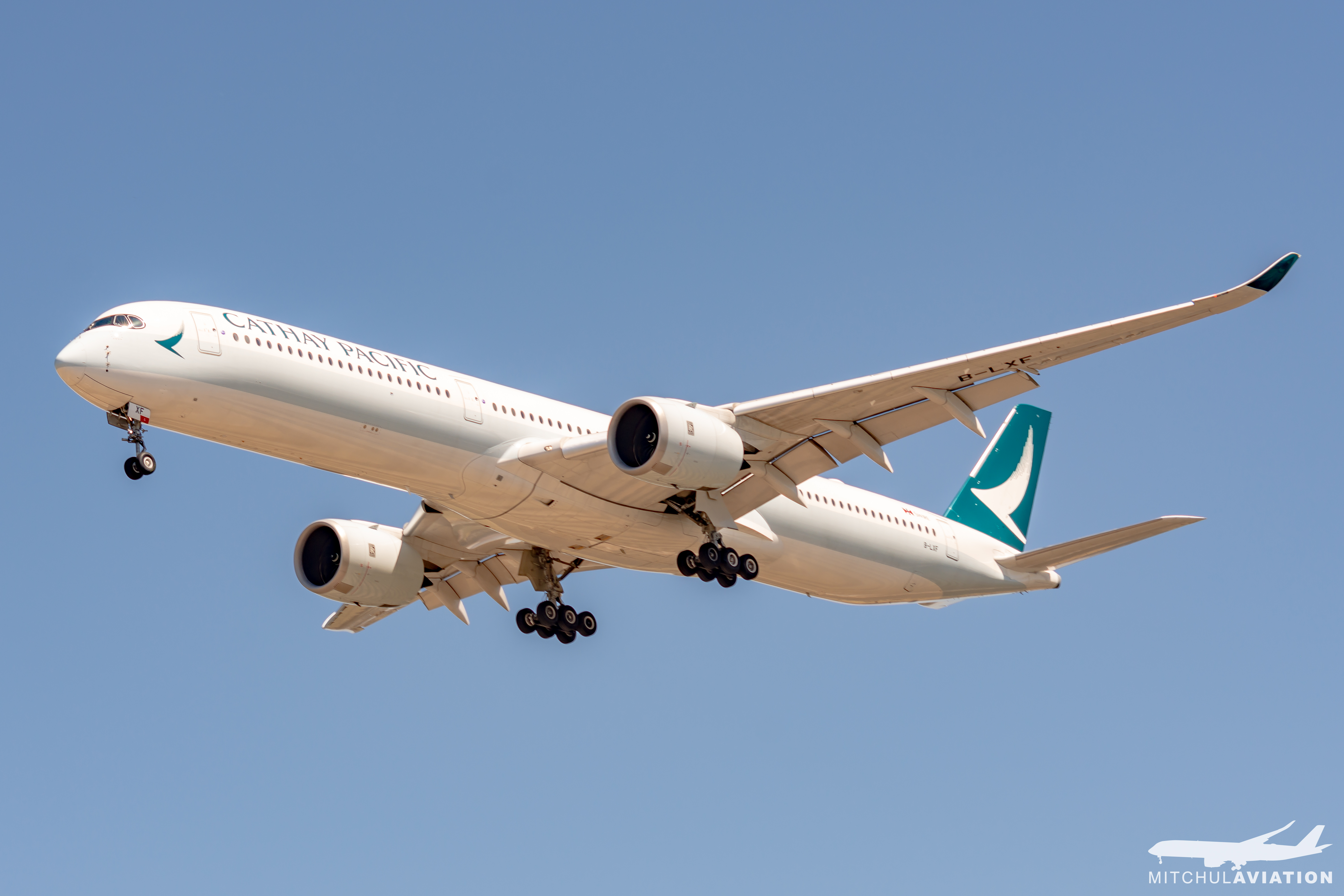
Airbus A350-1000 của Cathay Pacific

Thân máy bay có chiều rộng không đổi từ cửa 1 đến cửa 4, không giống như các máy bay Airbus trước đây, nhằm mang lại thể tích sử dụng tối đa. Mặt cắt ngang thân máy bay có tiết diện hình oval có đường kính ngoài tối đa là 5,97m, so với 5,64m của A330 / A340. Chiều rộng bên trong của cabin là 5,61m ở chỗ để tay so với 5,49 m của Boeing 787 và 5,87 m ở Boeing 777. Bố trí cấu hình ghế  2–4–2 ở hạng phổ thông cao cấp, với bề rộng ghế là 49,5 cm giữa phần kê tay rộng 5 cm. Airbus tuyên bố rằng ghế sẽ rộng hơn 1,3 cm so với ghế Boeing 787 ở cấu hình tương đương. Hạng Thương Gia sẽ có cấu hình ghế 1-2-1 (dạng xương cá hoặc dạng thẳng tùy theo thiết kế của mỗi hãng). Hạng phổ thông sẽ có cấu hình ghế là 3-3-3 rộng 45 cm, rộng hơn 1,27 cm so với ghế ở cách bố trí tương đương trong 787 và rộng hơn 3,9 cm so với ghế ở Airbus A330.
Phần đầu của Airbus A350 có cấu hình bắt nguồn từ Airbus A380 với buồng càng trước và 6 tấm kính chắn gió trên buồng lái. Điều này về cơ bản khác với cách bố trí bốn cửa sổ trong thiết kế ban đầu. Phần đầu mới, được làm bằng nhôm, cải thiện tính khí động học và cho phép các khu vực nghỉ ngơi của phi hành đoàn được lắp đặt xa hơn về phía trước và loại bỏ bất kỳ sự xâm phạm nào trong khoang hành khách. Kính chắn gió mới đã được sửa đổi để cải thiện tầm nhìn bằng cách giảm chiều rộng của trụ giữa. Bán kính vỏ trên của phần mũi đã được tăng lên.

### Hệ càng đáp chính
Airbus đã áp dụng một triết lý mới cho việc gắn hệ càng đáp chính của A350 như một phần của việc chuyển đổi sang cấu trúc cánh tổng hợp. Mỗi càng của hệ càng chính được gắn vào dầm sau cánh ở phía trước và với dầm càng ở phía sau, để chính nó được gắn vào cánh và thân máy bay. Để giúp giảm bớt tải tác động lên cánh, một cấu hình hai bên đã được áp dụng. Giải pháp này giống với thiết kế của Vickers VC10.
Airbus đã nghĩ ra triết lý thiết kế càng chính ba nhánh bao gồm cả bốn bánh và sáu bánh để luôn ở trong giới hạn tải của đường băng. A350-900 có bốn bánh trong khoang càng dài 4,1m. Trong khi đó A350-1000 sử dụng sáu bánh với khoang càng 4,7m. Messier-Dowty có trụ sở tại Pháp cung cấp phần càng chính cho biến thể A350-900 và Hệ thống Hàng không Vũ trụ UTC cung cấp cho biến thể A350−1000. Càng mũi được cung cấp bởi Liebherr Aerospace.

### Cánh
Cánh của Airbus A350 làm bằng vật liêu composite mới với sải cánh giống với các biến thể được đề xuất. Sải cánh dài 64,75m nằm trong giới hạn 65m của Tổ chức Mã tham chiếu sân bay ICAO code E như A330 / A340 và Boeing 777. Cánh của A350 có góc vát 31,9 ° cho tốc độ hành trình Mach 0,85 và có tốc độ vận hành tối đa Mach 0,89.
Cánh A350-900 có diện tích 442m2 nằm giữa cánh 436,8 m2 của chiếc Boeing 777-200LR / 300ER hiện tại và cánh 466,8 m2 của chiếc Boeing 777X đang trong quá trình phát triển. Tuy nhiên, Boeing và Airbus không sử dụng cùng một phép đo. Cánh A350-1000 lớn hơn 22,3m2 so với A350-900 thông qua phần mở rộng 30 cm về phía gốc cánh của mép sau cánh cố định.
Một thiết bị cánh nâng có mép sau mới đã được áp dụng với một bản lề thả tiên tiến tương tự như của A380, cho phép thu hẹp khoảng cách giữa mép sau cánh và cánh tà sau bằng cánh cản lưng. Đó là một kiểu cánh biến hình giới hạn với các tính năng thích ứng để liên tục tối ưu hóa tải trọng của cánh nhằm giảm lượng tiêu thụ nhiên liệu: độ cong của cánh thay đổi để kiểm soát tải theo chiều dọc nơi mà các cánh tà phía trong và phía ngoài lệch cùng nhau và các khác biệt trong việc thiết lập vị trí cánh tà để kiểm soát tải trọng ngang khi các cánh tà bên trong và bên ngoài lệch khác nhau.
Nhà sản xuất đã sử dụng rộng rãi ứng dụng tính toán máy tính về động lực học chất lỏng và cũng đã thực hiện hơn 4.000 giờ thử nghiệm trong hầm gió ở tốc độ thấp và tốc độ cao để tinh chỉnh thiết kế khí động học. Cấu hình cuối cùng của cánh và cánh nhỏ đã đạt được vào ngày 17/12/2008. Thiết bị đầu cánh cong lên trên 4,4m cuối cùng. Đôi cánh được sản xuất tại Nhà máy phía Bắc trị giá 400 triệu bảng Anh (641 triệu USD) của Airbus Broughton, sử dụng 650 công nhân, trong một cơ sở chuyên dụng được xây dựng với 29 triệu bảng Anh hỗ trợ từ Chính phủ xứ Wales.

### Buồng lái và thiết bị điện tử

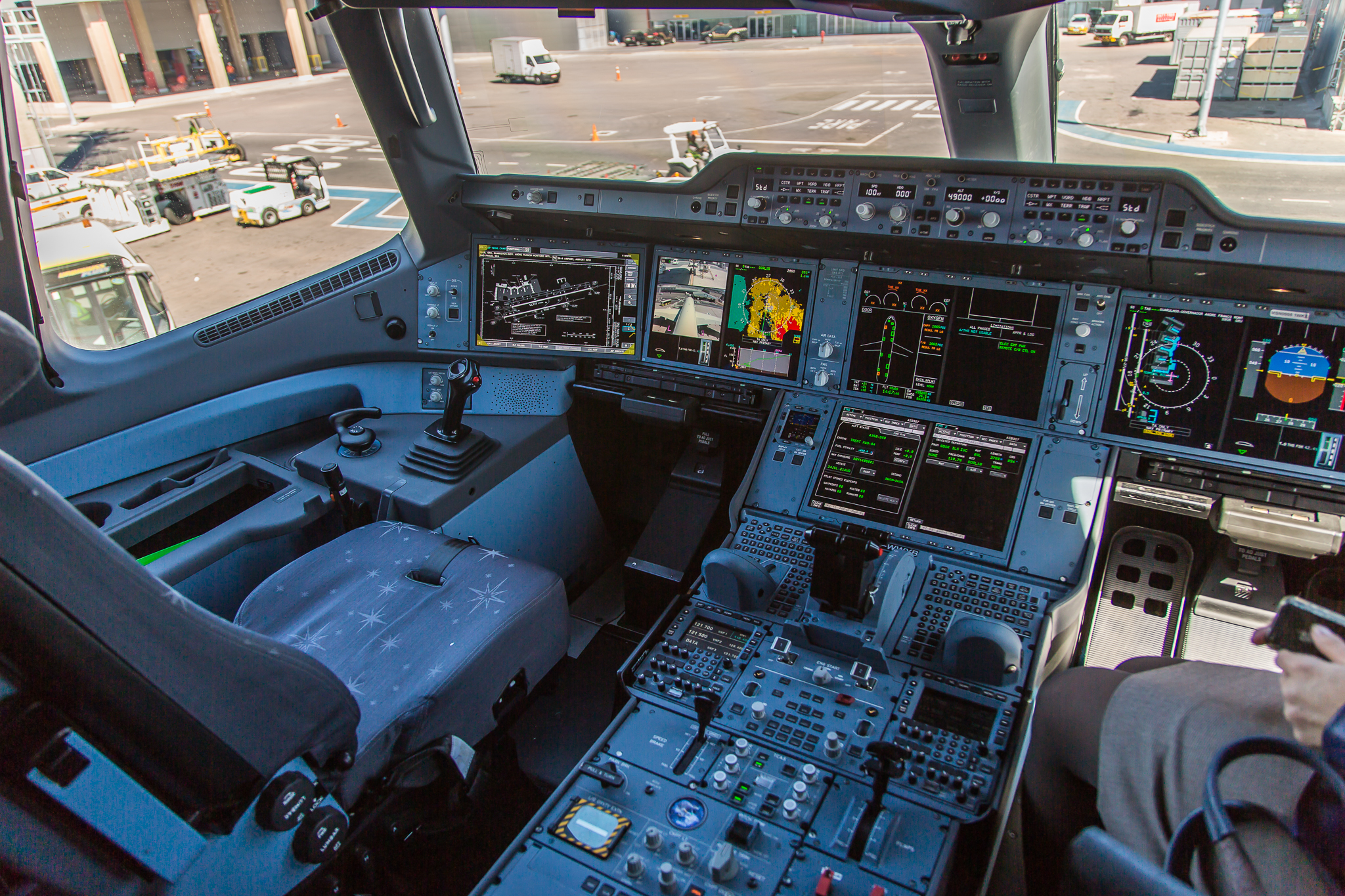
Buồng lái

Thiết kế sửa đổi của buồng lái bằng kính của A350 đã loại bỏ màn hình kích thước A380 và sử dụng màn hình tinh thể lỏng 38 cm. Cấu hình sáu màn hình mới bao gồm hai màn hình trung tâm được gắn một bên trên màn hình kia (màn hình thấp hơn phía trên cần đẩy) và một màn hình điều hướng / chuyến bay chính (cho mỗi phi công), với một màn hình hệ thống thông tin trên máy bay liền kề. Airbus cho biết thiết kế buồng lái cho phép đưa những tiến bộ trong tương lai về công nghệ định vị lên màn hình, đồng thời mang lại sự linh hoạt và khả năng tải lên phần mềm mới cũng như kết hợp dữ liệu từ nhiều nguồn và cảm biến để quản lý chuyến bay và điều khiển hệ thống máy bay. Một màn hình hiển thị head-up cũng có trong buồng lái.
Hệ thống điện tử là sự phát triển tiếp theo của khái niệm điện tử hàng không môđun tích hợp (IMA) được tìm thấy trên A380. IMA của A350 sẽ quản lý tới 40 chức năng (so với 23 chức năng của A380) như nâng hạ gầm, nhiên liệu, khí nén, hệ thống môi trường cabin và phát hiện cháy. Airbus tuyên bố rằng những lợi ích bao gồm việc giảm bảo trì và giảm trọng lượng vì IMA thay thế nhiều bộ xử lý và LRU với ít hơn khoảng 50% mô-đun máy tính tiêu chuẩn được gọi là mô-đun có thể thay thế dòng. IMA chạy trên mạng 100 Mbit/s dựa trên tiêu chuẩn AFDX, như được sử dụng trong A380, thay cho kiến trúc được sử dụng trên A330/A340.

### Động cơ

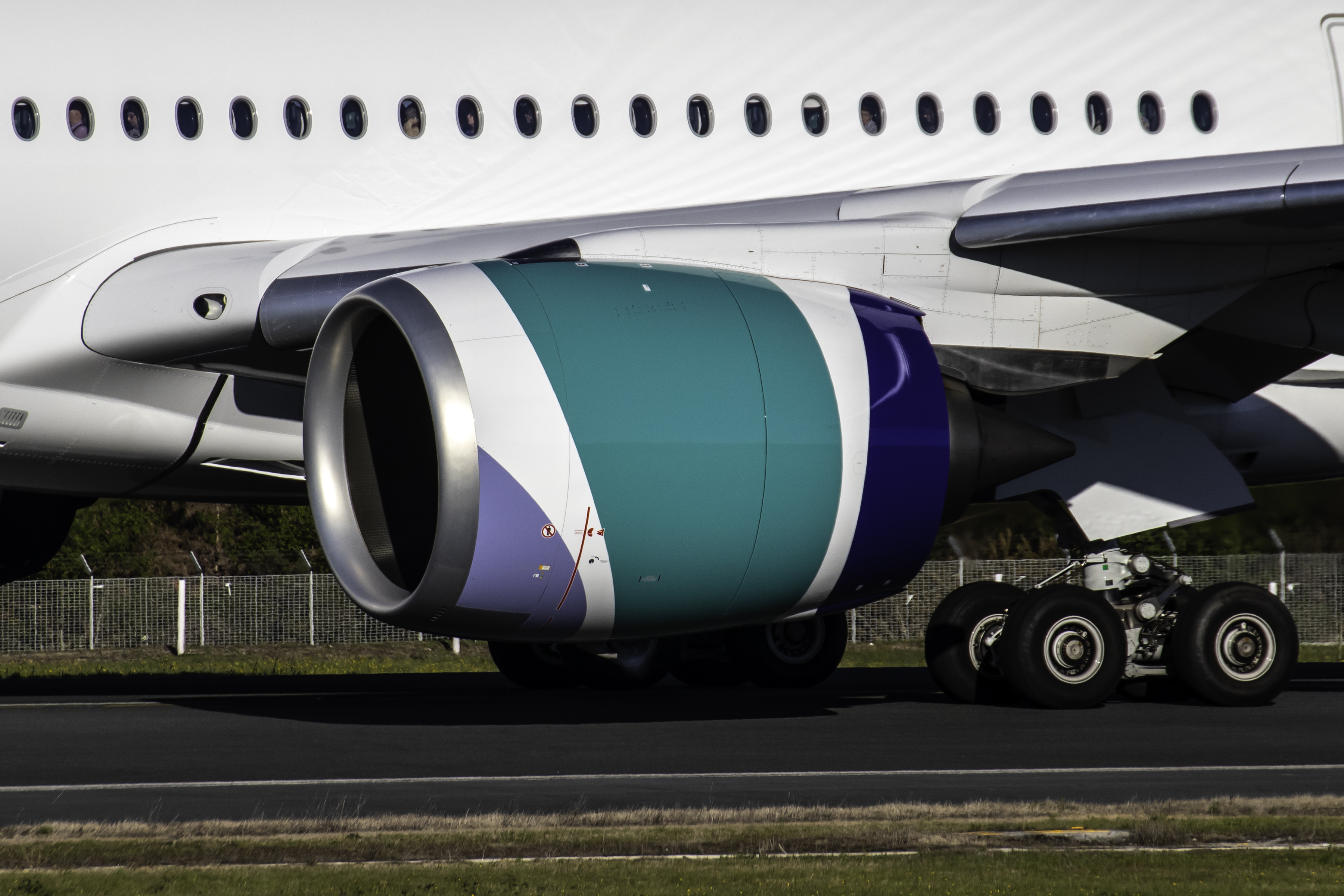
Rolls-Royce Engine Trent XWB của chiếc Airbus A350 của Evelop tại sân bay Santiago de Compostela.

Năm 2005, GE là động cơ ra mắt chiếc A350, nhằm mục đích giao hàng trong năm 2010, trong khi Rolls-Royce cung cấp Trent 1700. Đối với A350, GE đã cung cấp GEnx-3A87 87.000 lbf (390 kN) cho A350-800/900, nhưng không phải là phiên bản lực đẩy cao hơn cần thiết cho A350-1000, cạnh tranh với Boeing 777-200LR được cung cấp độc quyền với GE90-115B. Vào tháng 12/2006, Rolls-Royce được chọn làm động cơ khởi động A350 XWB.
Rolls-Royce Trent XWB có đường kính đĩa quạt 300 cm và thiết kế dựa trên những phát triển tiên tiến của Airbus A380 Trent 900 và Boeing 787 Trent 1000. Nó có bốn mức lực đẩy để cung cấp năng lượng cho các biến thể A350: 75.000 lbf (330 kN) và 79.000 lbf (350 kN) cho các biến thể của A350-900 trong khi dòng cơ sở có tiêu chuẩn 84.000 lbf (370 kN) và 97.000 lbf (430 kN) cho A350-1000. Phiên bản có lực đẩy cao hơn sẽ có một số sửa đổi đối với môđun quạt, nó sẽ có cùng đường kính nhưng sẽ chạy nhanh hơn một chút và có thiết kế cánh quạt mới và chạy ở nhiệt độ cao hơn cho phép theo công nghệ vật liệu mới từ nghiên cứu của Rolls-Royce.
Rolls-Royce Trent XWB cũng có thể được hưởng lợi từ hệ thống ống dẫn động cơ tán xạ chế độ âm thanh giảm thế hệ tiếp theo (RAMSES), một ống hút âm thanh của động cơ tĩnh lặng và thiết kế mang theo của ống hút khí "không mối nối" của Airbus được phát triển cho A380. Một lựa chọn xếp hạng "nóng và cao" cho khách hàng Trung Đông Qatar Airways, Emirates và Etihad Airways giữ cho lực đẩy của nó có sẵn ở nhiệt độ và độ cao cao hơn.
Airbus nhắm đến việc chứng nhận A350 có khả năng ETOPS trong 350 phút khi đi vào hoạt động. Con số đó có thể đạt 420 phút sau đó, mặc dù Airbus đã đạt được xếp hạng ETOPS 370 phút vào ngày 15/10/2014, bao phủ 99,7% bề mặt Trái đất. Bộ đảo chiều động cơ và nacelles được cung cấp bởi Hệ thống Hàng không Vũ trụ UTC có trụ sở tại Hoa Kỳ.

### Hệ thống
Honeywell cung cấp khối công suất phụ HGT1700 1.700 mã lực (1.300 kW) với mật độ công suất lớn hơn 10% so với TPE331 mà nó được phát triển và hệ thống quản lý không khí: không khí tràn, kiểm soát môi trường, kiểm soát áp suất cabin và hệ thống làm mát bổ sung. Airbus nói rằng thiết kế mới mang lại bầu không khí trong cabin tốt hơn với độ ẩm 20%, độ cao cabin điển hình là dưới 6.000 ft và hệ thống quản lý luồng không khí giúp điều chỉnh luồng không khí trong cabin phù hợp với tải trọng của hành khách với sự lưu thông không khí không có gió lùa.
Tuabin không khí ram, có khả năng tạo ra 100 kilovolt-ampe, được cung cấp bởi Hamilton Sundstrand và nằm ở bề mặt dưới của thân máy bay. Do các vấn đề về pin của 787 Dreamliner vào tháng 2/2013, Airbus đã quyết định chuyển từ lithium-ion sang công nghệ nickel-cadmium đã được kiểm chứng mặc dù chương trình bay thử nghiệm sẽ tiếp tục với các hệ thống pin lithium-ion. Cuối năm 2015, 24 chiếc đã được giao với pin Saft Li-ion nhẹ hơn 80 kg và vào tháng 6/2017, 50 chiếc A350 đã bay cùng chúng và được hưởng lợi từ lịch bảo trì hai năm thay vì 4 đến 6 tháng của NiCd.
Parker Hannifin cung cấp gói nhiên liệu hoàn chỉnh: hệ thống trơ, hệ thống đo lường và quản lý nhiên liệu, thiết bị cơ khí và máy bơm nhiên liệu. Hệ thống làm trơ thùng nhiên liệu có các mô-đun tách không khí để tạo ra không khí được làm giàu nitơ nhằm giảm khả năng bắt lửa của hơi nhiên liệu trong thùng. Parker cũng cung cấp hệ thống sản xuất và phân phối năng lượng thủy lực: bình chứa, ống góp, bộ tích lũy, điều khiển nhiệt, cách ly, phần mềm và các thiết kế máy bơm điều khiển bằng động cơ và động cơ điện mới. Parker ước tính các hợp đồng sẽ tạo ra doanh thu hơn 2 tỷ đô la Mỹ trong suốt thời gian của chương trình.

## Biến thể

### A350-900

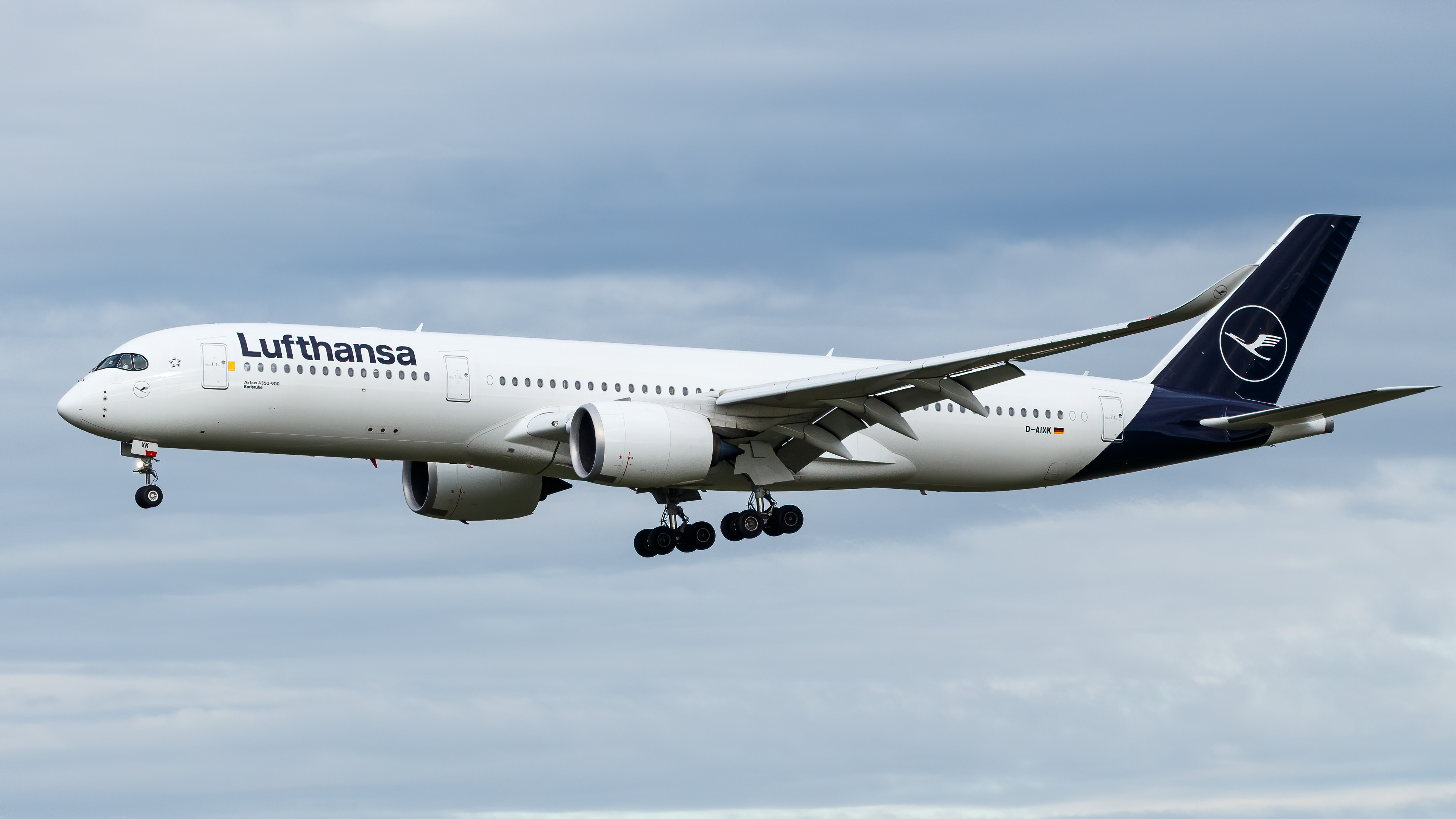
Airbus A350-900 của Lufthansa

A350-900 là mẫu A350 đầu tiên, có tải trọng 280 tấn, sức chứa 325 hành khách và có tầm bay lên đến 15.000 km. Airbus cho biết mỗi chỗ ngồi, Boeing 777-200ER có mức tiêu thụ nhiên liệu khối cao hơn 30% và chi phí vận hành bằng tiền mặt cao hơn 25% so với A350-900. A350−900 được thiết kế để cạnh tranh với Boeing 777-200ER/LR và Boeing 787-10, đồng thời thay thế Airbus A340-300 và Airbus A340-500.
Một biến thể tầm bay mở rộng của A350−900R được đề xuất là có sức đẩy động cơ cao hơn, kết cấu được tăng cường và thiết bị hạ cánh của A350-1000 nặng 308 tấn để có tầm bay xa hơn 1.500 km. Một chuyên cơ chở hàng A350−900F có tầm bay 9.300 km, trọng tải và khối lượng tương tự với máy bay McDonnell Douglas MD-11 nặng 91,7 tấn nên được nghiên cứu sau khi A350-1000 được hoàn thiện, tùy thuộc vào nhu cầu thị trường.
Giá thuê trung bình của những chiếc A350-900 đầu tiên được sản xuất vào năm 2014 là 1,1 triệu USD mỗi tháng, chưa bao gồm dự phòng bảo dưỡng lên tới 18 triệu USD sau 10–12 năm và giảm xuống còn 940.000 đô la mỗi tháng vào năm 2018 trong khi một chiếc A350-900 mới được cho thuê với giá 1,2 triệu đô la mỗi tháng và nội thất của nó có thể trị giá 12 triệu USD. Đến năm 2018, một bản xây dựng năm 2014 được định giá 108 triệu USD giảm xuống còn 74,5 triệu USD vào năm 2022 trong khi một bản dựng mới được định giá 148 triệu USD, chi phí kiểm tra 6 đến 12 năm là 3 triệu USD và bảo trì động cơ 4–6,5 triệu USD.

### A350-900ULR

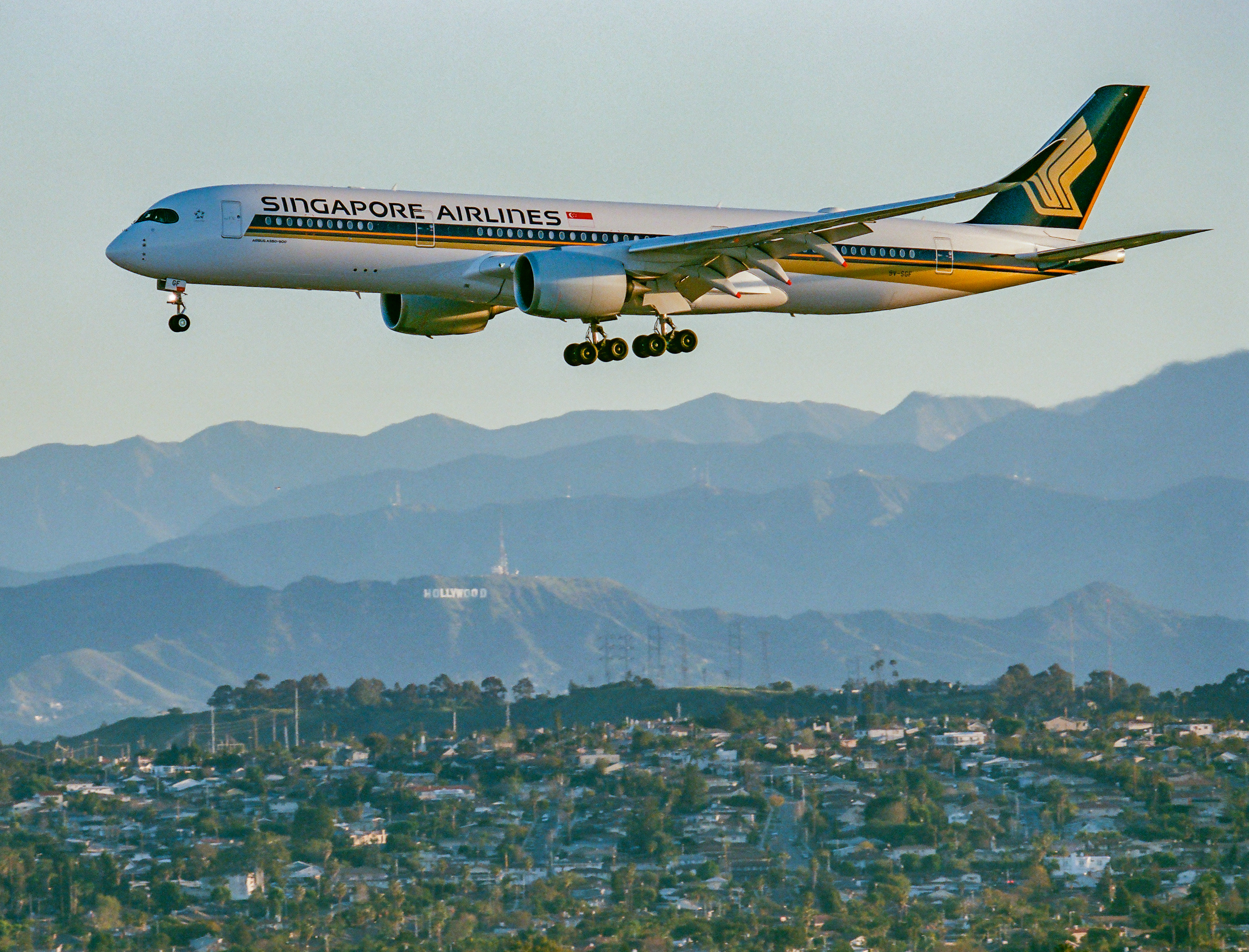
Airbus A350-900ULR của Singapore Airlines

Trọng lượng cất cánh tối đa cuả A350-900ULR đã được tăng lên 280 tấn và dung tích nhiên liệu của nó tăng từ 141.000 lên 165.000 lít (37.000 đến 44.000 gal) trong các thùng nhiên liệu hiện có, cho phép các chuyến bay kéo dài tới 19 giờ với tầm bay đạt được 18.000 km. Trọng lượng cất cánh tối đa được tăng thêm 5 tấn so với biến thể 275 tấn đã được chứng nhận trước đó. Do mức tiêu thụ nhiên liệu của A350-900 là 5,8 tấn/giờ, nó cần thêm 24 tấn nhiên liệu để bay 19 giờ thay vì 15 giờ tiêu chuẩn: trọng lượng cất cánh tối đa tăng và trọng tải thấp hơn sẽ cho phép công suất nhiên liệu lớn hơn. Các chuyến bay thẳng có thể kéo dài hơn 20 giờ. Chiếc A350−900ULR đầu tiên đã được tung ra mà không có động cơ vào tháng 2/2018 để thử nghiệm trên mặt đất. Các chuyến bay thử nghiệm sau khi lắp đặt động cơ đã kiểm tra dung tích nhiên liệu lớn hơn và đo lường các cải tiến hiệu suất từ các cánh nhỏ mở rộng. Nó thực hiện chuyến bay đầu tiên vào ngày 23/4/2018.

#### ACJ350
Phiên bản máy bay ACJ350 có nguồn gốc từ A350-900ULR. Do dung tích nhiên liệu tăng lên từ A350-900ULR, ACJ350 có tầm bay tối đa 20.000 km. Không quân Đức sẽ là khách hàng đầu tiên nhận ACJ350 sau khi đặt hàng 3 chiếc thay thế cho 2 chiếc Airbus A340-300.

#### A350 Tầm trung
Sau khi ra mắt Boeing 787-10 tại Triển lãm Hàng không Paris 2013, Airbus đã thảo luận với các hãng hàng không về một chiếc A350-900 khả thi bay tầm trung với trọng lượng cất cánh tối đa giảm xuống còn 250 tấn. Lực đẩy động cơ sẽ được giảm xuống 70.000–75.000 lbf (310–330 kN) từ 85.000 lbf (380 kN) tiêu chuẩn và biến thể sẽ được tối ưu hóa cho các đường bay lên đến 12.600 km với chỗ ngồi cho tối đa 360 hành khách trong cùng một cấu hình ghế. A350 tầm trung dự kiến sẽ được Etihad Airways và Singapore Airlines đặt hàng. Kể từ năm 2013, không có thông báo nào thêm về biến thể này.

### A350F
Một chuyên cơ chở hàng A350-900 được đề cập lần đầu tiên vào năm 2007, cung cấp sức chở tương tự như McDonnell Douglas MD-11F với tầm bay 9.250 km, sẽ được phát triển sau phiên bản chở khách. Vào đầu năm 2020, Airbus đã đề xuất một chiếc A350F trước khi ra mắt. Chuyên cơ vận tải được đề xuất sẽ có kích thước dài hơn một chút so với A350-900 và Airbus sẽ cần 50 đơn đặt hàng để khởi động chương trình trị giá 2–3 tỷ USD. Chiều dài 70,1m và được trang bị động cơ Rolls-Royce Trent XWB-97. Phía đầu máy bay là khu vực nghỉ ngơi của phi hành đoàn với 10 ghế. Cửa gầm hàng nằm phía sau cánh cùng với khoang chính kích thước lớn giúp nó có thể chứa tới 6 động cơ hoặc những kiện hàng đặc biệt như: động vật, xe cộ, dược phẩm. Phiên bản này còn giúp giảm 40% nhiên liệu tiêu thụ cũng như lượng phát thải khí Co2. Nó có thể được đưa vào sử dụng vào năm 2025 nếu biến thể này được tung ra vào năm 2021.

### A350-1000

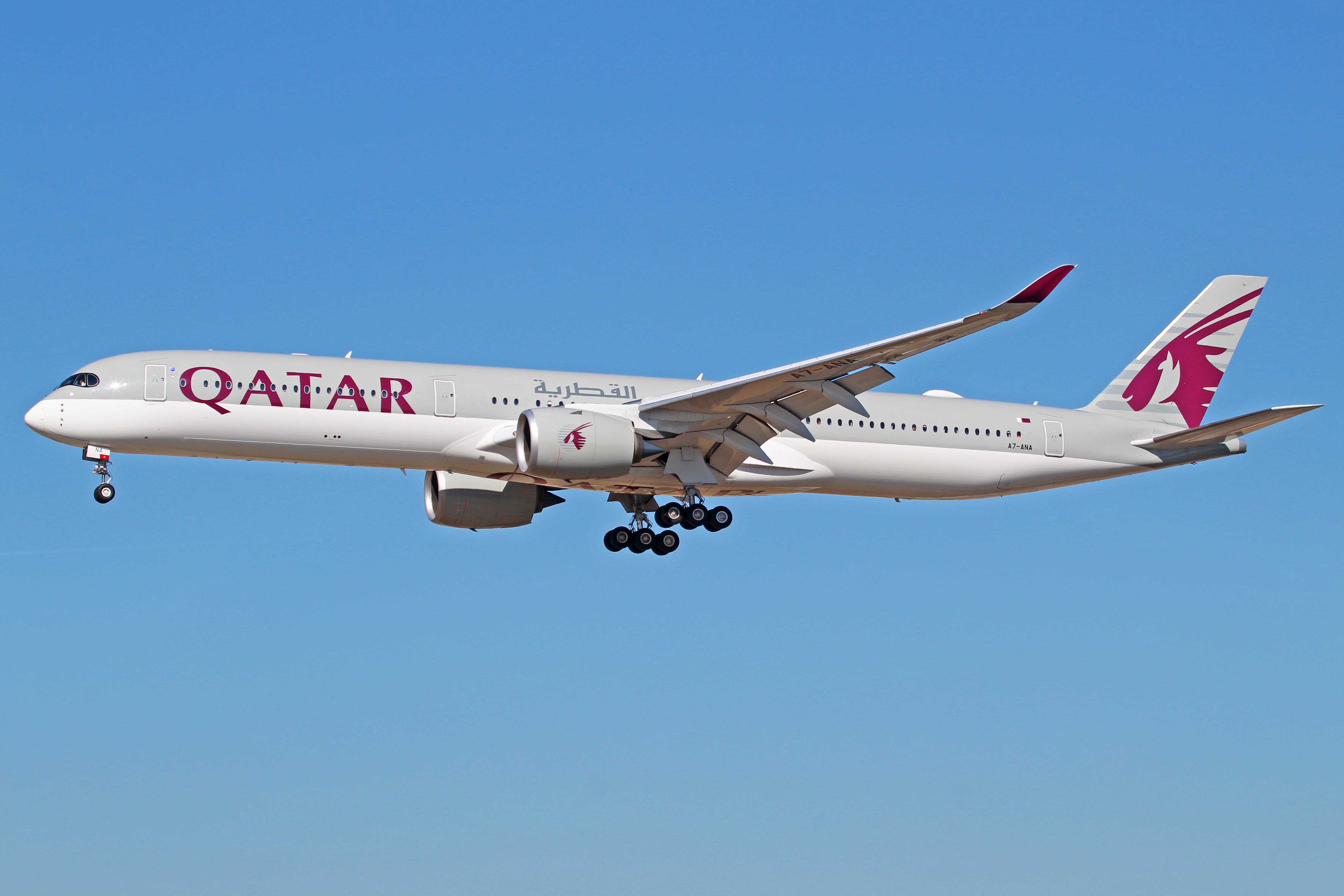
Airbus A350-1000 của Qatar Airways

A350-1000 là biến thể lớn nhất của dòng A350 với chiều dài 74 mét. Nó có sức chứa 350-410 hành khách trong cách bố trí ba hạng ghế với tầm bay đạt được 16.100 km. Nó được thiết kế để thay thế Airbus A340-600 và cạnh tranh với Boeing 777-300ER và Boeing 777-9. Airbus ước tính chiếc A350-1000 366 chỗ ngồi sẽ có trọng lượng rỗng vận hành nhẹ hơn 35 tấn so với Boeing 777-9 398 chỗ ngồi, chi phí chuyến đi thấp hơn 15%, chi phí chỗ ngồi thấp hơn 7% và tầm bay xa hơn 740 km. So với một chiếc Boeing 777-300ER với 360 chỗ ngồi, Airbus tuyên bố lợi thế đốt cháy nhiên liệu trên mỗi ghế là 25% đối với một chiếc A350-1000 với 369 chỗ ngồi. Phần mở rộng 7 m có thể chứa thêm 40 hành khách với diện tích cao cấp hơn 40%. A350-1000 có thể phù hợp với hơn 40 chỗ ngồi của Boeing 777-9 bằng cách tăng 10 chỗ ngồi nhưng giảm bớt sự thoải mái.
A350-1000 có khoảng kéo dài 11 khung so với A350−900 và thiết kế cánh lớn hơn một chút so với các kiểu A350−800/900 với phần mở rộng cạnh sau làm tăng diện tích của nó lên 4%. Điều này sẽ mở rộng các thiết bị nâng cao và các dây dẫn, làm cho hợp âm lớn hơn khoảng 16 inch, tối ưu hóa hiệu suất nâng cánh cũng như hiệu suất hành trình. Thiết bị hạ cánh chính là một bộ 6 bánh, được đặt trong một khung dài hơn. Lực đẩy của động cơ Rolls-Royce Trent XWB được tăng lên 97.000 lbf (430 kN). Những nâng cấp này và các nâng cấp kỹ thuật khác là cần thiết để mẫu A350−1000 duy trì tầm hoạt động.
Quá trình lắp ráp các bộ phận chính của thân máy bay đầu tiên bắt đầu vào tháng 9/2015. Vào tháng 2/2016, quá trình lắp ráp cuối cùng bắt đầu tại nhà máy dây chuyền lắp ráp cuối cùng ở Toulouse. Ba máy bay thử nghiệm đã được lên kế hoạch đưa vào hoạt động vào giữa năm 2017. Chiếc máy bay đầu tiên hoàn thành phần thân vào ngày 15/4/2016. Chuyến bay đầu tiên diễn ra vào ngày 24/11/2016.
Chương trình bay thử nghiệm A350-1000 dự kiến kéo dài 1.600 giờ bay; 600 giờ trên chiếc máy bay đầu tiên trên MSN59 để kiểm tra vỏ máy bay, hệ thống và động cơ; 500 giờ trên MSN71 cho các chuyển đổi lạnh và ấm, kiểm tra thiết bị hạ cánh và kiểm tra độ cao; và 500 giờ trên MSN65 để chứng minh lộ trình và đánh giá ETOPS, với cách bố trí nội thất để phát triển và chứng nhận cabin. Trong hành trình ở tốc độ Mach 0,854 (911,901 km/h) và độ cao 35.000 ft, dòng nhiên liệu của nó ở tốc độ 259 t là 6,8 tấn mỗi giờ trong chuyến bay thử nghiệm sớm 10.000 km, dài 11 tiếng rưỡi. Các cuộc thử nghiệm bay cho phép nâng trọng lượng cất cánh tối đa từ 308 lên 316 tấn, tăng 8 tấn cho tầm bay xa hơn 830 km. Airbus sau đó đã hoàn thành kiểm tra chức năng và độ tin cậy.
A350-1000 được cấp giấy chứng nhận do EASA trao vào ngày 21/11/2017, cùng với chứng nhận của FAA. Đơn vị nối tiếp đầu tiên đã nằm trên dây chuyền lắp ráp cuối cùng vào đầu tháng 12. Sau chuyến bay đầu tiên vào ngày 7/12, việc giao hàng cho khách hàng Qatar Airways đã giảm xuống đầu năm 2018. Sự chậm trễ là do vấn đề lắp đặt ghế hạng Thương gia. A350-1000 được giao vào ngày 20/2 và chính thức đi vào hoạt động thương mại trên đường bay Doha đến London Heathrow của Qatar Airways vào ngày 24/2.

### Phiên bản kéo dài
Airbus đã khám phá khả năng mở rộng thêm 45 chỗ ngồi. Một đoạn dài 4m sẽ vẫn nằm trong giới hạn lối ra của bốn cặp cửa và mức tăng trọng lượng cất cánh tối đa khiêm tốn từ 308 tấn lên 319 tấn sẽ chỉ cần thêm 3% lực đẩy, trong khả năng của Rolls-Royce Trent XWB-97 và sẽ cho phép tầm bay đạt được 14.100 km để cạnh tranh với Boeing 777-9.
Biến thể này là sự thay thế cho 747-400, tạm gọi là A350-8000, A350-2000 hoặc A350-1100.

### A350neo
Vào tháng 11 năm 2018, Airbus đang thuê ở Toulouse và Madrid để phát triển một chiếc A350neo sử dụng động cơ mới. Mặc dù việc ra mắt của nó không được đảm bảo, nhưng nó sẽ được giao vào giữa những năm 2020, sau A321XLR và A320neo, có khả năng cạnh tranh với máy bay tầm trung mới của Boeing. Mục nhập dịch vụ sẽ được xác định bởi các phát triển động cơ có tỷ số vòng cực cao do Pratt & Whitney theo đuổi, thử nghiệm nâng cấp. Động cơ máy bay Safran, thử nghiệm máy bay trình diễn trên mặt đất từ năm 2021 và Rolls-Royce, nhắm đến việc gia nhập dịch vụ Ultrafan năm 2025. Mục tiêu sản xuất là 20 chiếc A350neo hàng tháng, tăng từ 10 chiếc.
Tháng 11/2019, General Electric đã cung cấp động cơ GEnx-1 tiên tiến với hệ thống khí nén và những cải tiến từ GE9X, được phát triển cho chiếc Boeing 777X để cung cấp năng lượng cho chiếc A350neo được đề xuất từ giữa những năm 2020.

## Đơn đặt hàng và giao hàng

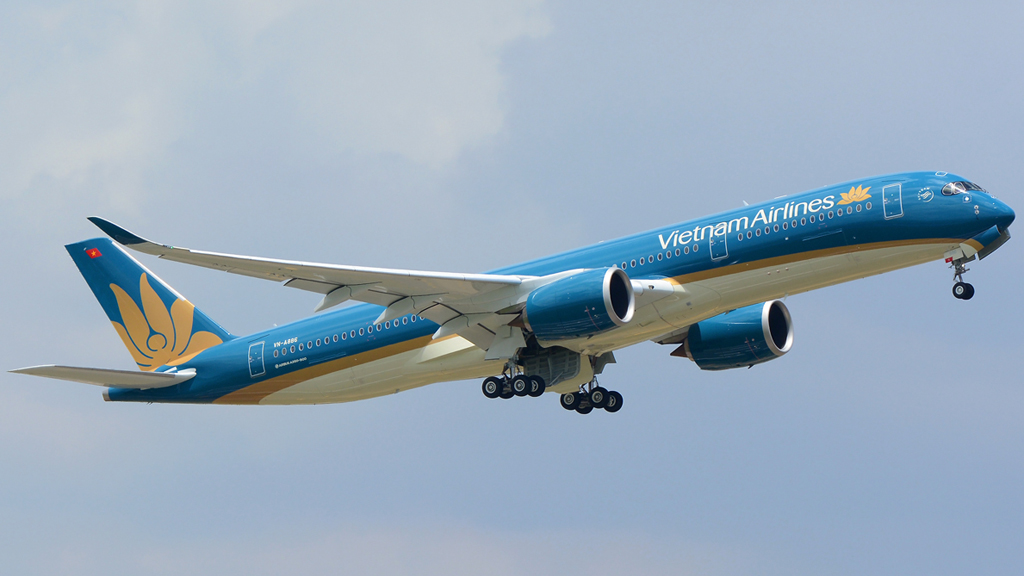
Airbus A350-900 của Vietnam Airlines

Đến tháng 11 năm 2024, Airbus đã nhận 1345 đơn hàng trên toàn cầu. 6 hãng hàng không khai thác máy bay A350 nhiều nhất là Singapore Airlines (65), Qatar Airways (58), Cathay Pacific (48), Air France và Delta Air Lines (35), Air China và Lufthansa (30).
| Loại máy bay | Đặt hàng | Đã bàn giao | Tồn đọng |
| ------------ | -------- | ----------- | -------- |
| A350-900     | 988      | 538         | 450      |
| A350-1000    | 302      | 90          | 212      |
| A350F        | 55       | –           | 55       |
| Tổng cộng    | 1345     | 628         | 717      |

Có 667 máy bay A350 đang hoạt động với 37 khách hàng tính đến tháng 1 năm 2025:

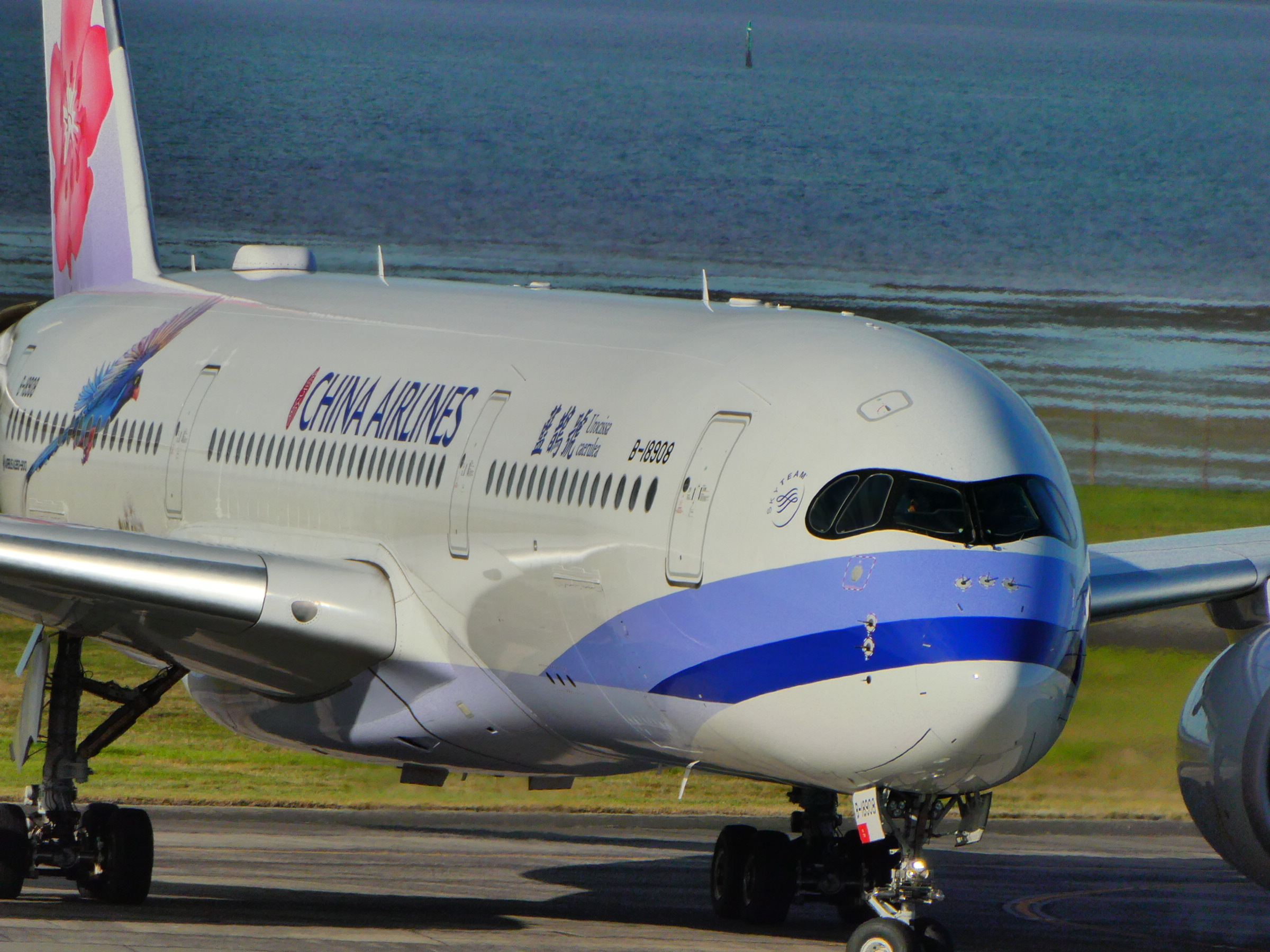
China Airlines Airbus A350 -900

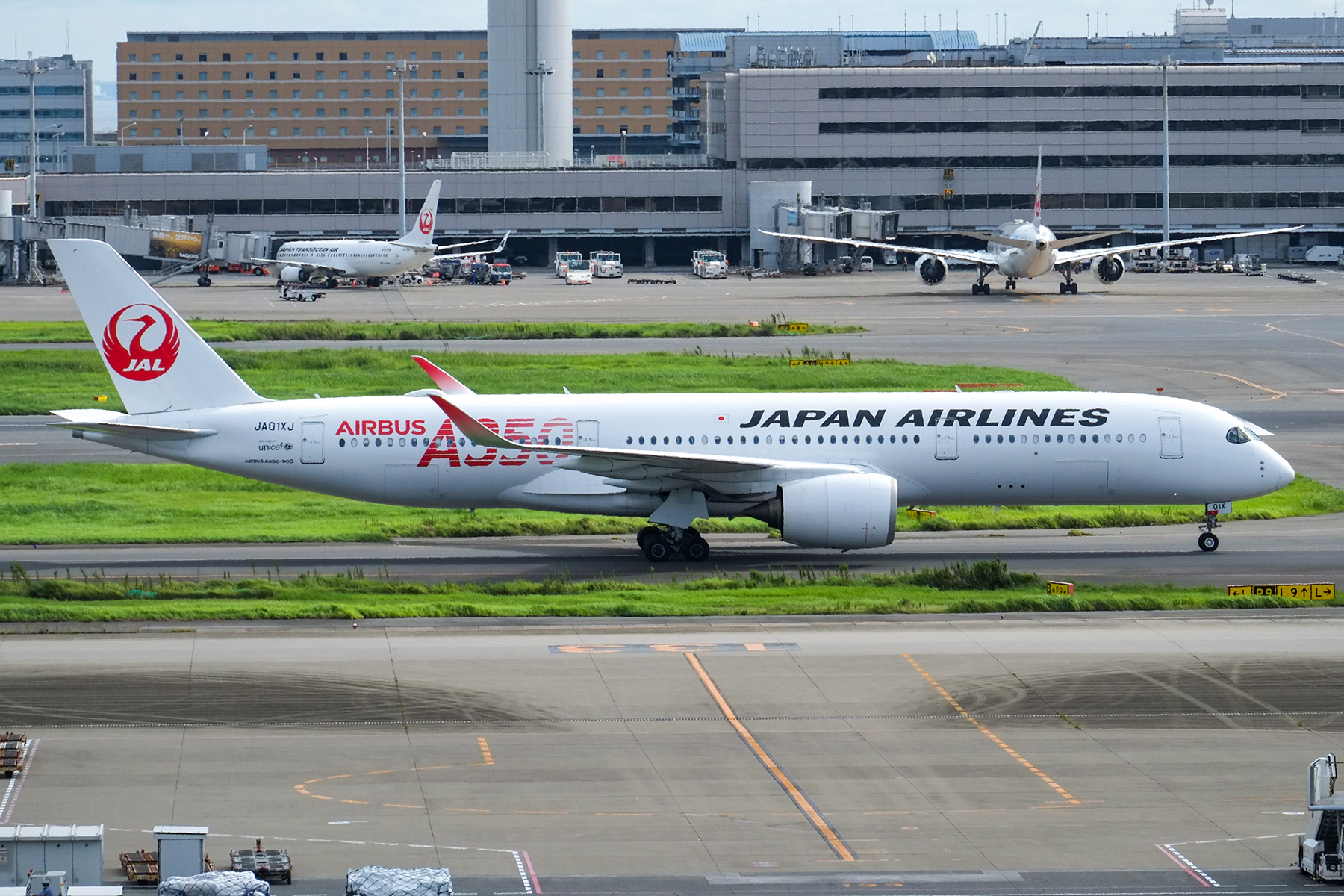
JAL Airbus A350 -900

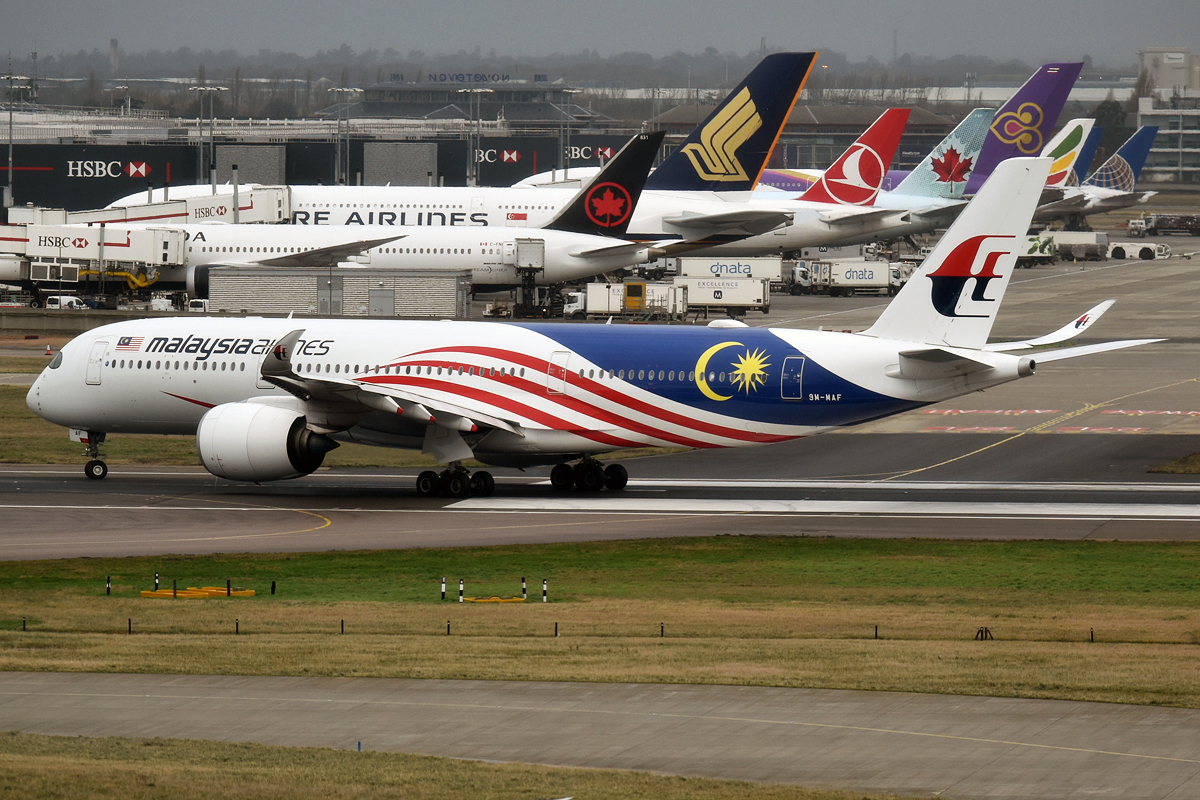
Malaysia Airlines A350-900

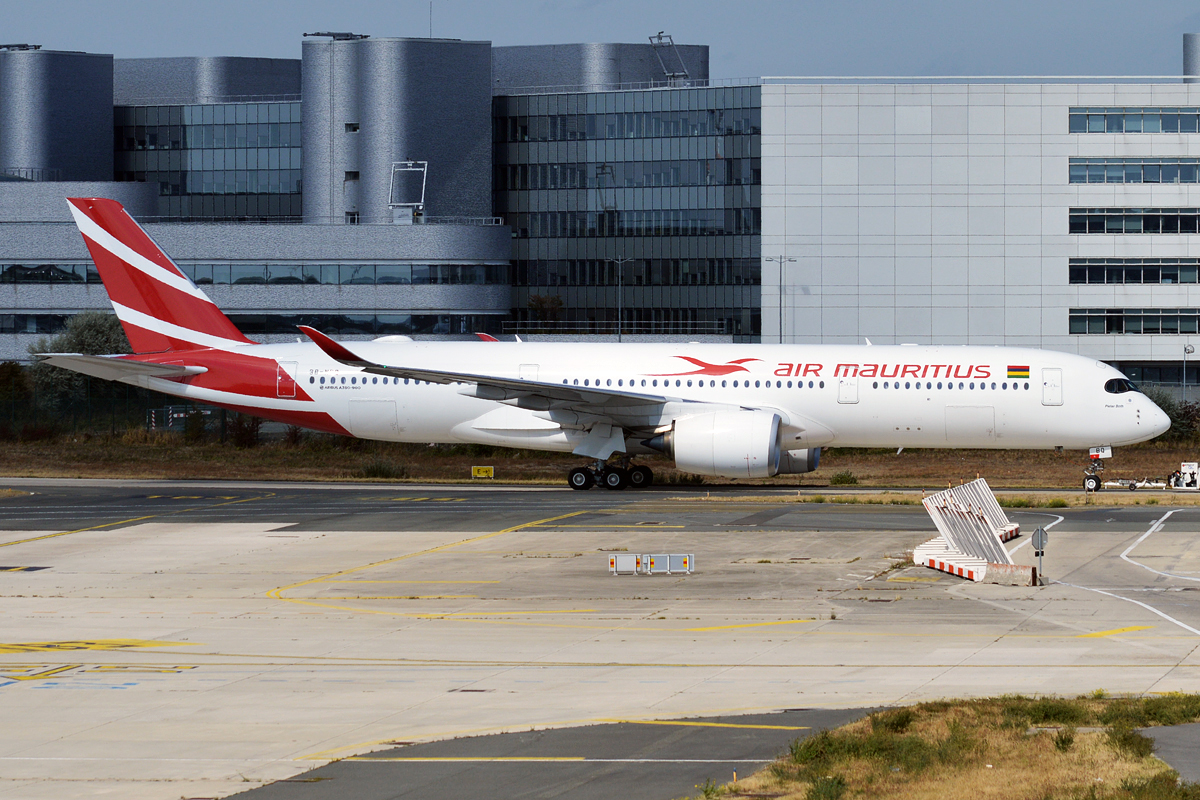
Airbus A350-900 của Air Mauritius

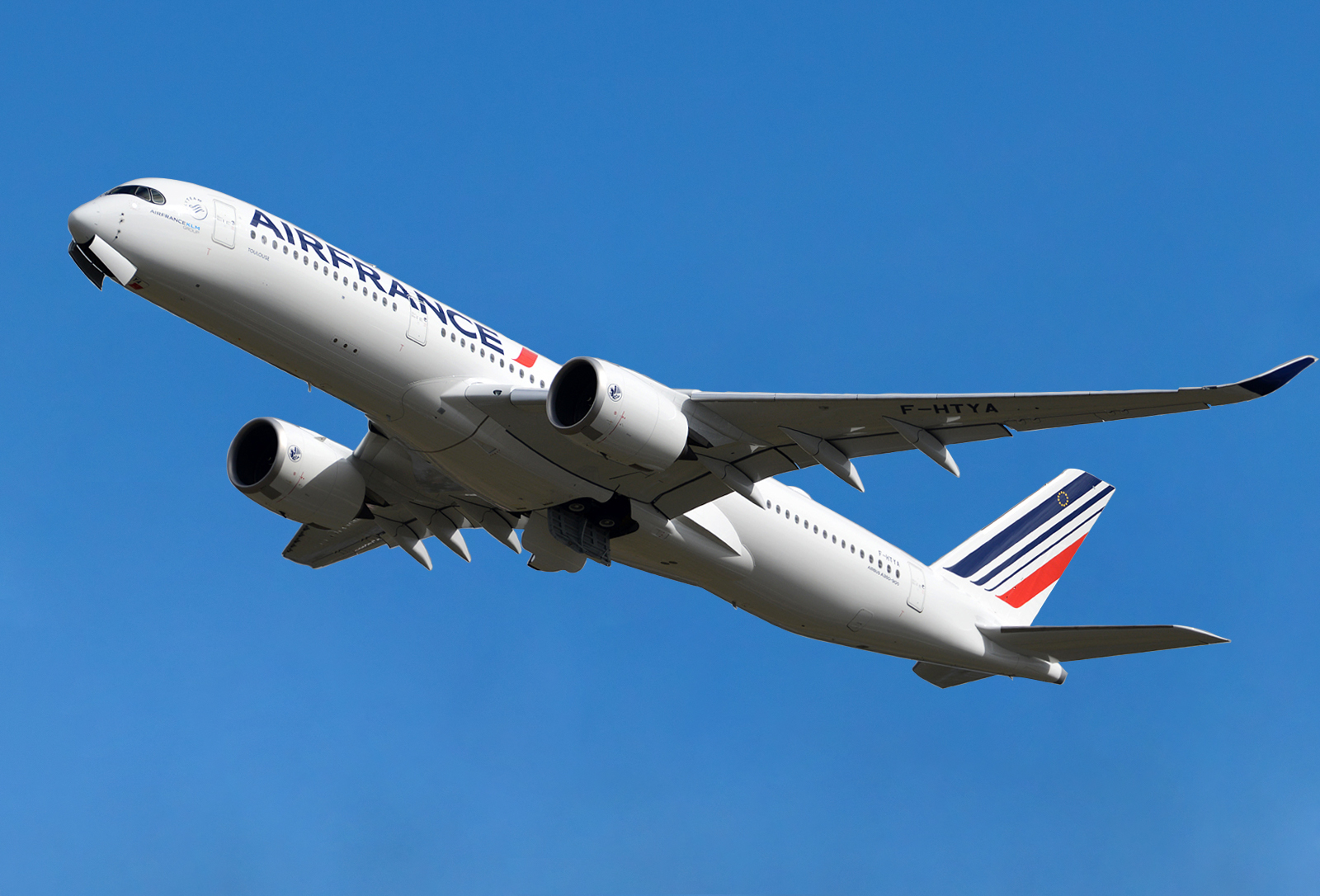
Airbus A350-900 của Air France

| Máy bay                 | A350-900 | A350-1000 | Tổng cộng |
| ----------------------- | -------- | --------- | --------- |
| AerCap                  | 20       |           | 20        |
| Aeroflot                | 7        |           | 7         |
| Air Caraibes            | 3        | 4         | 7         |
| Air China               | 30       |           | 30        |
| Air France              | 35       |           | 35        |
| Air India               | 6        |           | 6         |
| Air Lease Corporation   | 16       | 8         | 24        |
| Air Mauritius           | 4        |           | 4         |
| Asiana Airlines         | 15       |           | 15        |
| British Airways         |          | 18        | 18        |
| Cathay Pacific          | 30       | 18        | 48        |
| China Airlines          | 15       |           | 15        |
| China Eastern Airlines  | 20       |           | 20        |
| China Southern Airlines | 20       |           | 20        |
| Delta Air Lines         | 35       |           | 35        |
| Emirates                | 6        |           | 6         |
| Ethiopian Airlines      | 20       | 2         | 22        |
| Iberojet                | 2        |           | 2         |
| Etihad Airways          |          | 5         | 5         |
| Fiji Airways            | 4        |           | 4         |
| Finnair                 | 18       |           | 18        |
| French Bee              | 4        | 2         | 6         |
| Iberia                  | 22       |           | 22        |
| Japan Airlines          | 15       | 8         | 23        |
| Lufthansa               | 30       |           | 30        |
| Malaysia Airlines       | 7        |           | 7         |
| Philippine Airlines     | 2        |           | 2         |
| Qatar Airways           | 34       | 24        | 58        |
| Scandinavian Airlines   | 4        |           | 4         |
| Sichuan Airlines        | 9        |           | 9         |
| Singapore Airlines      | 65       |           | 65        |
| Starlux Airlines        | 8        |           | 8         |
| Thai Airways            | 23       |           | 23        |
| Turkish Airlines        | 24       |           | 5         |
| Vietnam Airlines        | 14       |           | 14        |
| Virgin Atlantic         |          | 12        | 12        |
| World2Fly               | 3        |           | 3         |
| Tổng cộng               | 570      | 101       | 671       |

## Thông số kỹ thuật
| Loại máy bay                       | A350-900                                                  | A350-1000                                                 | A350F                                                                         |
| ---------------------------------- | --------------------------------------------------------- | --------------------------------------------------------- | ----------------------------------------------------------------------------- |
| Số phi công                        | 2                                                         | 2                                                         | 2                                                                             |
| Số khách                           | 315(48J + 267Y)                                           | 369(52J + 315Y)                                           | 10                                                                            |
| Số khách chở tối đa                | 440                                                       | 480                                                       |                                                                               |
| Chiều dài                          | 66,8 m / 219,2 ft                                         | 73,79 m / 242,1 ft                                        | 70,80 m / 232,2 ft                                                            |
| Sải cánh                           | 64,75 m / 212,43 ft                                       | 64,75 m / 212,43 ft                                       | 64,75 m / 212,43 ft                                                           |
| Góc cụp cánh                       | 31,9°                                                     | 31,9°                                                     | 31,9°                                                                         |
| Tỷ lệ khung hình                   | 9,49                                                      | 9,03                                                      |                                                                               |
| Chiều cao                          | 17,05 m / 55 ft 11 in                                     | 17,08 m / 56 ft 0 in                                      | 17,08 m / 56 ft 0 in                                                          |
| Kích thước thân máy bay            | Chiều cao: 6,05 m / 19,98 ft Chiều rộng: 5,96 m / 19,7 ft | Chiều cao: 6,05 m / 19,98 ft Chiều rộng: 5,96 m / 19,7 ft | Chiều cao: 6,05 m / 19,98 ft Chiều rộng: 5,96 m / 19,7 ft                     |
| Chiều rộng cabin                   | 5,61 m / 18 ft 5 in                                       | 5,61 m / 18 ft 5 in                                       |                                                                               |
| Trọng lượng cất cánh tối đa (MTOW) | 280 t / 617,295 lb                                        | 316 t / 696,661 lb                                        | 319 t / 703,275 lb                                                            |
| Cất cánh(MTOW, SL, ISA)            | 2,600 m (8,500 ft)                                        | 2,600 m (8,500 ft)                                        |                                                                               |
| Hạ cánh (MLW, SL, ISA)             | 2,000 m (6,600 ft)                                        |                                                           |                                                                               |
| Sức chứa nhiên liệu                | 140,795 L (37,194 US gal) 110,523 kg (243,662 lb)         | 158,791 L (41,948 US gal) 124,651 kg (274,808 lb)         |                                                                               |
| Tốc độ bay tiết kiệm nhiên liệu    | Mach 0.85 (488 kn; 903 km/h)                              | Mach 0.85 (488 kn; 903 km/h)                              |                                                                               |
| Tốc độ bay tối đa                  | Mach 0.89 (513 kn; 950 km/h)                              | Mach 0.89 (513 kn; 950 km/h)                              |                                                                               |
| Sức chứa hàng hóa                  | 36 LD3 hoặc 11 pallets                                    | 44 LD3 hoặc 14 pallets                                    | 42 pallets cả hai khoang hoặc 30 containers khoang chính và 40 LD3 khoang gầm |
| Tầm bay                            | 15000 km / 8,100 nmi                                      | 18100 km (8,700 nmi)                                      | 8700 km / 4,697 nmi                                                           |
| Trần bay dịch vụ                   | 13100 m / 43100 ft                                        | 12630 m / 41450 ft                                        |                                                                               |
| Động cơ (×2)                       | Rolls Royce Trent XWB                                     | Rolls Royce Trent XWB                                     | Rolls Royce Trent XWB                                                         |
| Lực đẩy tối đa (×2)                | 374,5 kN / 84200 lbf                                      | 431,5 kN / 97000 lbf                                      |                                                                               |
| Mã ICAO                            | A359                                                      | A35K                                                      |                                                                               |

## Tai nạn và sự cố
Airbus A350 lần đầu tiên xảy ra tai nạn vào tháng 1 năm 2024:
- Ngày 2/1/2024, chuyến bay 516 của Japan Airlines sử dụng máy bay A350-900 (mã đăng kí JA13XJ) từ sân bay Chitose mới đến sân bay Haneda ở Tokyo đã va chạm với máy bay De Havilland Canada Dash 8 của Lực lượng bảo vệ bờ biển Nhật Bản khi hạ cánh xuống đường băng 34R/16L lúc 17:47 (Giờ địa phưong). Máy bay bốc cháy và bị hư hỏng không thể sửa chữa được, toàn bộ 379 hành khách và phi hành đoàn đã được sơ tán an toàn khỏi máy bay.[9] Một trong sáu thành viên phi hành đoàn trên máy bay của Cảnh sát biển Nhật Bản đã thoát nạn thành công. Máy bay Cảnh sát biển Nhật Bản bị va chạm đang tham gia nỗ lực cứu trợ sau trận động đất ngày 1/1/2024.